# Attila Tímár-Geng
Attila Tímár-Geng, né le 25 mai 1924, à Szeged, en Hongrie et mort le 15 janvier 2004, est un ancien joueur hongrois de basket-ball. Il est le frère d'István Tímár-Geng.